# 눈물 서프라이즈!
〈눈물 서프라이즈!〉 (일본어: 涙サプライズ! 나미다 사프라이즈[*])는 일본의 아이돌 AKB48의 메이저 12번째 싱글이다. 2009년 6월 24일에 발매됐다.
오리콘 연간 39위(등장회수 72주), 싱글트랙 다운로드 플래티넘(25만 DL 이상), 유튜브 조회수 약 2천 8백만

## 미디어에서의 사용
눈물 서프라이즈!
- 요미우리 신문 “요미우리 신문×AKB48” ‘정말, 전하고 싶어. 창간 135주년 요미우리 신문’ CM송
- 요미우리 자이언츠 창립 75주년 응원송
- 《이주인 히카루의 새로운 프로그램》 6월의 닫는 곡
- CS 《AKB48 네모우스 TV》 시즌 2 여는 곡
- TV 도쿄의 《주간 AKB》 닫는 곡

FIRST LOVE
- 루이비통 제작 단편 애니메이션 《SUPERFLAT FIRST LOVE》 이미지송

## 수록곡
〈初日 쇼니치[*]→첫날〉 정규 음반 《팀B 3rd Stage "파자마 드라이브"》 수록된 것과 아홉 번째 싱글〈Baby! Baby! Baby!〉로 발매되어 있는 것과 가창 멤버가 다르다.
CD
| #            | 제목                                                     | 작사            | 작곡              | 편곡  | 재생 시간 |
| ------------ | -------------------------------------------------------- | --------------- | ----------------- | ----- | --------- |
| 1.           | 〈涙サプライズ! 나미다 서프라이즈![*]→눈물 서프라이즈!〉 | 아키모토 야스시 | 이노우에 요시마사 | 4:42  |           |
| 2.           | 〈初日 쇼니치[*]→첫날〉 (팀B)                            | 아키모토 야스시 | 오카다 미오       | 3:50  |           |
| 3.           | 〈FIRST LOVE〉 (오노 에레나)                             | 아키모토 야스시 | 우메하라 아키라   | 4:47  |           |
| 4.           | 〈涙サプライズ!〉 (off vocal ver.)                       |                 |                   | 4:42  |           |
| 총 재생 시간 | 총 재생 시간                                             | 총 재생 시간    | 총 재생 시간      | 17:54 |           |

DVD
| #  | 제목                           | 감독            | 재생 시간 |
| -- | ------------------------------ | --------------- | --------- |
| 1. | 〈涙サプライズ!〉              | 타카하시 에이키 |           |
| 2. | 〈メイキング映像→메이킹 영상〉 |                 |           |
| 3. | 〈特典映像→특전 영상〉         |                 |           |